# Zlatá přilba (KHL)
Zlatá přilba je ocenění pro členy ideální sestavy euroasijské ligy KHL, která je zvolena na konci každé sezóny. Mezi roky 1997 a 2008 bylo ocenění udělováno i v ruské Superlize.

## Držitelé
| Sezóna    | Brankář                                 | Obránci                                                                        | Útočníci |
| --------- | --------------------------------------- | ------------------------------------------------------------------------------ | --- |
| 2024/2025 |                                         |                                                                                | |
| 2023/2024 |                                         |                                                                                | |
| 2022/2023 |                                         |                                                                                | |
| 2021/2022 | Ivan Fedotov • CSKA Moskva              | Nikita Nesterov • CSKA Moskva, Jegor Jakovlev • Metallurg Magnitogorsk         | Andrej Kuzmenko • SKA Petrohrad, Vadim Šipačov • HK Dynamo Moskva, Nikolay Goldobin • Metallurg Magnitogorsk    |
| 2020/2021 | Edward Pasquale • Lokomotiv Jaroslavl   | Matt Robinson • CSKA Moskva, Oliver Kaski • Avangard Omsk                      | Konstantin Okulov • CSKA Moskva, Vadim Šipačov • HK Dynamo Moskva, Dmitrij Jaškin • HK Dynamo Moskva            |
| 2019/2020 | Neuděleno                               | Neuděleno                                                                      | Neuděleno |
| 2018/2019 | Juha Metsola • Salavat Julajev Ufa      | Nikita Nesterov • CSKA Moskva, Darren Dietz • Barys Astana                     | Temu Hartikainen • Salavat Julajev Ufa • Michail Grigorenko • CSKA Moskva • Ilja Michejev Avangard Omsk         |
| 2017/2018 | Pavel Francouz • Traktor Čeljabinsk     | Nikita Triamkin • Avtomobilist Jekatěrinburg, Bogdan Kisielewicz • CSKA Moskva | Nikita Gusev • SKA Petrohrad, Justin Azevedo • Ak Bars Kazaň, Dmitrij Kagarlicki • Severstal Čerepovec          |
| 2016/2017 | Igor Šesťorkin • SKA Petrohrad          | Viktor Antipin • Metallurg Magnitogorsk, Jakub Jeřábek • Viťaz Čechov          | Sergej Mozjakin • Metallurg Magnitogorsk, Jan Kovář • Metallurg Magnitogorsk, Vadim Šipačov • SKA Petrohrad     |
| 2015/2016 | Ilja Sorokin • CSKA Moskva              | Nikita Zajcev • CSKA Moskva, Chris Lee • Metallurg Magnitogorsk                | Sergej Mozjakin • Metallurg Magnitogorsk, Alexandr Radulov • CSKA Moskva, Jan Kovář • Metallurg Magnitogorsk    |
| 2014/2015 | Anders Nilsson • Ak Bars Kazaň          | Nikita Zajcev • CSKA Moskva, Maxim Čudinov • SKA Petrohrad                     | Alexandr Radulov • CSKA Moskva, Steve Moses • Jokerit, Artěmij Panarin • SKA Petrohrad                          |
| 2013/2014 | Curtis Sanford • Lokomotiv Jaroslavl    | Ondřej Němec • HC Lev Praha, Ilja Gorochov • Lokomotiv Jaroslavl               | Danis Zaripov • Metallurg Magnitogorsk, Justin Azevedo • HC Lev Praha, Sergej Mozjakin • Metallurg Magnitogorsk |
| 2012/2013 | Alexandr Jerjomenko • OHK Dynamo Moskva | Ilja Nikulin • Ak Bars Kazaň, Ilja Gorochov • OHK Dynamo Moskva                | Alexandr Radulov • CSKA Moskva, Viktor Tichonov • SKA Petrohrad, Sergej Mozjakin • Metallurg Magnitogorsk       |
| 2011/2012 | Alexandr Jerjomenko • OHK Dynamo Moskva | Dmitrij Kalinin • SKA Petrohrad, Kevin Dallman • Barys Astana                  | Alexandr Radulov • Salavat Julajev Ufa, Michail Anisin • OHK Dynamo Moskva, Roman Červenka • Avangard Omsk      |
| 2010/2011 | Erik Ersberg • Salavat Julajev Ufa      | Sandis Ozoliņš • Dinamo Riga<, Kirill Kolcov • Salavat Julajev Ufa             | Alexandr Radulov • Salavat Julajev Ufa, Igor Grigorenko • Salavat Julajev Ufa, Sergej Mozjakin • Atlant Mytišči |
| 2009/2010 | Michael Garnett • HK MVD Balašicha      | Sergej Zubov • SKA Petrohrad, Dmitrij Kalinin • Salavat Julajev Ufa            | Marcel Hossa • OHK Dynamo Moskva, Sergej Mozjakin • Atlant Mytišči, Alexandr Radulov • Salavat Julajev Ufa      |
| 2008/2009 | Georgij Gelašvili • Lokomotiv Jaroslavl | Ilja Nikulin • Ak Bars Kazaň, Kevin Dallman • Barys Astana                     | Alexej Morozov • Ak Bars Kazaň, Danis Zaripov • Ak Bars Kazaň, Alexej Těreščenko • Salavat Julajev Ufa          |